# والنتیم (بازیکن فوتبال)
فرانسیسکو دی آسیس کلارنتینو والنتیم (به پرتغالی: Francisco de Assis Clarentino Valentim) هافبک اهل برزیل است که در شهر برزیل و در تاریخ ۲۰ ژوئن ۱۹۷۷ به دنیا آمده‌است.
فرانسیسکو دی آسیس کلارنتینو والنتیم در تیم‌های فوتبال Rio Branco سابقهٔ حضور دارد.